# Start (югославский журнал)
«Start» (Старт) — югославский популярный общественно-политический и развлекательный мужской журнал.
Выходил до 1971 г. в Загребе (ныне Хорватия). Издавался самым известным издательством в стране — «Весник».

## История
Основан	в январе 1969 года. В начале позиционировал себя, как «журнал для каждой семьи и для каждого нашего гражданина». Однако позже было добавлено, что в содержание журнала включены все темы, "интересующие современного человека.
Ориентировался на «Playboy» и «Penthouse» . В этот период на обложках были фотографии обнаженных женщин, одной из которых была французская актриса Мария Шнайдер. После смены главного редактора «Старт» был обновлён, и в качестве примера был использован немецкий журнал «Stern» .
Журнал был известен своим уникальным положением в коммунистической стране, предлагая помимо критического и всестороннего анализа текущих событий, науки и искусства, как эротическое, так и порнографическое содержание.
Публиковал качественные статьи о текущих событиях с подробным их анализом, интервью с ведущими деятелями Югославии, переводы интервью из иностранных журналов. На страницах журнала печатались литературные произведения, большинство из которых были образцами жанра, называемого «джинсовая проза». Позже его внимание было сосредоточено исключительно на текущих событиях.
Прекратил выпуск в 1991 году. По состоянию на 1984 год было продано 200 000 экземпляров журнала.